# 謝恩使
謝恩使是朝貢国或附属国的国王即位時派往宗主国對其謝恩的使節。如古代朝鮮、越南、琉球都向中國朝貢，這些朝貢國都會派遣謝恩使到中國。日本江戶時代，第二尚氏国王受江戶幕府冊封會派遣稱為琉球赴江戶使節的謝恩使到江戶幕府。